# علي السلطان (قرية)
علي السلطان قرية في ناحية الرياض في قضاء الحويجة، في محافظة كركوك شمال العراق. فيها مدرسة اسمها مدرسة علي السلطان الابتدائية المختلطة.